# Туровцев, Николай Иванович
Николай Иванович Туровцев (1929-2015) — советский и украинский садовод, лауреат Государственной премии Украины в области науки и техники (1992).

## Биография
Николай Туровцев родился 7 декабря 1929 года в городе Козлове (теперь Мичуринск).
В 1953 году он окончил Мичуринский плодоовощной институт, а в 1958 — аспирантуру при Центральной генетической лаборатории имени И. В. Мичурина.
В 1958—1962 годах Туровцев работал младшим научным сотрудником Центральной генетической лаборатории имени И. В. Мичурина, в 1963—1964 годах — старшим научным сотрудником Всесоюзного научно-исследовательского института садоводства. После 1964 года работал во Всесоюзном НИИ зернового хозяйства в посёлке Шортанды (Казахстан) и на Мелитопольской опытной станции садоводства (Украина). На Мелитопольской опытной станции Туровцев занимался селекцией косточковых культур под руководством Михаила Оратовского (1905—1966), а после его смерти продолжил селекционную работу самостоятельно .
Николай Туровцев является автором 162 публикаций, в том числе 10 книг. Вывел 72 сорта черешни, 35 сортов вишни и 7 сортов сливы.
Супруга Николая Ивановича, Валентина Алексеевна Туровцева, также занималась селекцией плодовых культур на Мелитопольской опытной станции садоводства и вместе с мужем является соавтором многих новых сортов.

## Награды
- Государственной премии Украины в области науки и техники (1992)
- Орден Дружбы народов (1986)
- Медали ВДНХ СССР
- Заслуженный деятель науки и техники Украины (2003)